# Jean Borotra
Jean Robert Borotra (phát âm tiếng Pháp: [ʒɑ̃ ʁɔbɛʁ bɔ.ʁotʁa], phát âm tiếng Basque: [borotɾa]; 1898 – 1994) là một ngôi sao Quần vợt Pháp. Ông là một trong bốn người nổi tiếng còn gọi là "Four Musketeers" (Bốn chàng ngự lâm, gồm có ông và Jacques Brugnon (1895–1978), Henri Cochet (1901–1987), René Lacoste (1904–1996)) từ Pháp đã thống trị làng quần vợt vào cuối những năm 1920 và đầu những năm 1930.

## Sự nghiệp
Borotra được sinh ra tại Domaine du Pouy, Biarritz, Aquitaine và kết hôn với một phụ nữ người Anh.
Ông từng tốt nghiệp với văn bằng tiến sĩ của Trường Bách khoa Paris (1920).

### Thể thao
Thi đấu lần đầu trong đội Davis Cup của Pháp năm 1920, Borotra ưa thích chơi tấn công, di chuyển càng sớm càng tốt tới sát lưới và nổi tiếng với cú vô lê của ông khi cùng lúc nhảy lên - từ đó ông cũng có biệt danh "Bounding Basque" ("người Basque nhảy") - và thể lực dẻo dai của ông.
Ông giành được năm danh hiệu Grand Slam đơn trong các giải vô địch Anh, Pháp, Úc, ngoại trừ giải vô địch Mỹ mở rộng, ông đã bị đánh bại trong trận chung kết bởi đồng hương của ông René Lacoste với 6-4, 6-0, 6-4, do đó thiếu một Grand Slam sự nghiệp. Với chiến thắng giải Wimbledon năm 1924 khiến ông trở thành vận động viên đầu tiên từ bên ngoài vùng nói tiếng Anh đã giành chiến thắng trong giải đấu. Tổng cộng ông thắng 4 giải Đơn nam, 9 lần Đôi nam và 5 lần kết hợp nam-nữ trong các giải Grand Slam. Ông cũng cùng với Đội Davis Cup của Pháp chiến thắng sáu lần liên tiếp tại Davis Cup từ năm 1928 đến năm 1932.
Năm 1926, Borotra được xếp hạng 2 toàn cầu theo A. Wallis Myers của tờ Daily Telegraph.

### Chính trị
Ông cũng hoạt động chính trị và là thành viên của Đảng Xã hội Pháp (Parti social français (PSF), thiên hữu) của François de la Rocque, ông trở thành Tổng ủy viên thể thao (tương đương Bộ trưởng) từ tháng 8 năm 1940 đến tháng 4 năm 1942 trong chính phủ Vichy vào lúc chiến tranh thế giới thứ 2. Sau khi Philippe Pétain dưới áp lực của Đức trong tháng 4 năm 1942 phải giải nhiệm Thủ tướng François Darlan, Borotra cũng bị miễn nhiệm.
Bị bắt giữ bởi Gestapo trong tháng 11 năm 1942, Borotra bị giam tại một trại tập trung ở Đức và sau đó chuyển đến Lâu đài Itter ở Huyện Kitzbühel, Bắc Tyrol cho đến khi tháng 5 năm 1945, ông được giải thoát khỏi lâu đài sau trận lâu đài Itter.

### Sau chiến tranh
Ông là chủ tịch danh dự của Fédération Française de Tennis (Liên đoàn quần vợt Pháp) và sáng lập và là chủ tịch danh dự của International Fair Play Committee (Ủy ban Quốc tế về chơi đẹp) CIFP.
Ngày 17 Tháng 7 năm 1994, Jean Borotra qua đời ở tuổi 95, sau một cơn bệnh ngắn. Ông được chôn cất tại Arbonne.

## Thành tích tại các giải Grand Slam
- Úc mở rộng
  - Vô địch Đơn nam: 1928
  - Vô địch Đôi nam: 1928
  - Vô địch kết hợp nam-nữ: 1928
- Pháp mở rộng
  - Vô địch đơn nam: 1924,[a] 1931
  - Hạng nhì Đơn nam: 1925, 1929
  - Vô địch Đôi nam: 1925, 1928, 1929, 1934, 1936
  - Men's Doubles finalist: 1927
  - Vô địch kết hợp nam-nữ: 1927, 1934
- Giải Wimbledon
  - Vô địch Đơn nam: 1924, 1926
  - Vào chung kết Đơn nam: 1925, 1927, 1929
  - Vô địch Đôi nam: 1925, 1932, 1933
  - Vô địch kết hợp nam-nữ: 1925
- Mỹ mở rộng
  - Vào chung kết Đơn nam: 1926
  - Vô địch kết hợp nam-nữ: 1926